# Deloitte AB
Deloitte AB, kallas oftast enbart Deloitte Sverige, är ett svenskt revisions- och konsultföretag som är verksamma i bland annat företagsförvärv, redovisning, revision, risk management och skatterådgivning. De är den svenska delen av den amerikanska multinationella revisions- och konsultjätten Deloitte.
Företaget har sitt ursprung från 1925 när Börje Dahlgren grundade en revisionsbyrå med samma namn. Fram till 1984 genomgick den en rad fusioner och dagens företag bildades det året som TRG Revision. De blev medlemmar i Deloitte i ett senare skede och fick sitt nuvarande namn i slutet av 1990-talet.
För 2018 hade de en omsättning på omkring 2,6 miljarder SEK och en personalstyrka på 1 318 anställda. Huvudkontoret ligger i Stockholm.

## Samarbete med högskolor och universitet
Företaget är en av de främsta medlemmarna, benämnda Capital Partners, i Handelshögskolan i Stockholms partnerprogram för företag som bidrar finansiellt till Handelshögskolan i Stockholm och nära samarbetar med den vad gäller utbildning och forskning.